# Chou Kung-shin
Lionesa Kung-shin (en chino simplificado, 周功鑫; pinyin, Zhōu Gōngxīn: 周功鑫 ; pinyin: Zhōu Gōngxīn; 14 de abril de 1947 (77 años) es una erudita taiwanesa, escritora, historiadora y arqueóloga. Fue presidenta del Museo del Palacio Nacional de mayo de 2008 a julio de 2012.

## Biografía
Nació en Zhejiang en 1947. Se graduó por la Universidad Católica Fu Jen, Universidad de Cultura china así como en la Sorbona. Trabajó 27 años en el Museo de Palacio Nacional antes de servir como directora de Consejo de la Asociación china de Museos. Fue directora del Instituto Fu Jen Estudios del Museo Universitario en septiembre de 2002, hasta mayo de 2008. Entonces fue Presidenta del Museo de Palacio Nacional, hasta julio de 2012.